# Шон Уилям Скот
Шон Уилям Скот (на английски: Seann William Scott) е американски актьор, най-известен с ролята си на Стийв Стифлър във филмовата поредица „Американски пай“. 

## Избрана филмография
- Американски пай (1999)
- Последен изход (2000)
- Пич, къде ми е колата? (2000)
- Американски пай 2 (2001)
- Еволюция (2001)
- Американски пай 3: Сватбата (2003)
- Добре дошли в джунглата (2004)
- Царете на хаоса (2005)
- Ледена епоха 2: Разтопяването (2006)
- Пичове за пример (2008)
- Ледена епоха 3: Зората на динозаврите (2009)
- Планета 51 (2009)
- Скатавки (2010)
- Jackass: Кретените 3D (2010)
- Американски пай: Отново заедно (2012)
- Ледена епоха 4: Континентален дрейф (2012)
- Ледена епоха 5: Големият сблъсък (2016)